# Thomas Dartmouth Rice

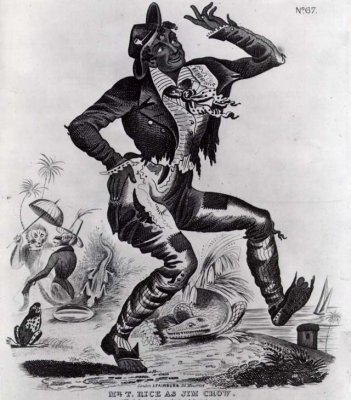
Thomas Dartmouth Rice interpretando a "Jim Crow", 1832.

Thomas Dartmouth Rice (20 de mayo de 1808 - 19 de septiembre de 1860), profesionalmente conocido como Daddy Rice, fue un actor y guionista estadounidense que hacía actos de blackface y empleaba el habla vernacular, las canciones y los bailes de los afroamericanos para convertirse en uno de los actores de minstrel más populares de su época. Es considerado como el "padre del minstrel estadounidense". Su acto se basaba en aspectos de la cultura afroamericana y los popularizó a nivel nacional e internacional.
El personaje de Jim Crow interpretado por Rice era una descripción étnica según las ideas contemporáneas sobre los afroamericanos y su cultura. El personaje estaba basado en un pícaro folclórico llamado Jim Crow, que era muy popular entre los esclavos negros. Rice también adaptó y popularizó una tradicional canción de esclavos llamada "Jump Jim Crow".

## Biografía
Thomas Dartmouth Rice nació en el Lower East Side de Manhattan, New York. Su familia residía en el distrito comercial cerca de los muelles de East River. Rice recibió cierta educación formal en su niñez, pero esta cesó en su adolescencia cuando entró como aprendiz de un tallador de madera apellidado Dodge. A pesar de su formación laboral, Rice rápidamente hizo carrera como actor.
Para 1827, Rice era un actor viajero, apareciendo no solo como extra en varios teatros de Nueva York, sino también interpretando en escenarios fronterizos de la costa sur y el valle del río Ohio. Según un antiguo colega de escenario, Rice era "alto y delgado, con una contextura muy similar a la de Bob Fitzsimmons, el boxeador". Según otra fuente, él tenía una talla de al menos 1,82 m (6 pies). Con frecuencia narraba historias sobre George Washington, del cual afirmaba que había sido amigo de su padre.

## El personaje de Jim Crow
El origen del personaje de Jim Crow se ha perdido en la leyenda. Una historia afirma que es la imitación hecha por Rice de un esclavo negro que vio en sus viajes por el sur de Estados Unidos, cuyo dueño era un tal Mr. Crow. Varias fuentes describen a Rice encontrándose con un anciano negro que trabajaba en la caballeriza de uno los pueblos fluviales donde Rice actuó. Según algunos relatos, el hombre tenía una pierna torcida y un hombro deformado. Cantaba sobre Jim Crow y remataba cada estrofa con un pequeño salto.
Una explicación más probable sobre el origen del personaje es que Rice observó y absorbió canciones y bailes tradicionales afroamericanos por muchos años. Él creció en un vecindario multirracial de Manhattan y posteriormente actuó en los estados esclavistas del sur. Según los recuerdos de Isaac Odell, un exactor minstrel que describió el desarrollo de este género en una entrevista ofrecida en 1907, Rice apareció en escena en Louisville, Kentucky, en la década de 1830, donde aprendió a imitar el habla local de los negros: "De vuelta en Nueva York inició una temporada en el viejo Park Theatre, donde introdujo su acto de Jim Crow, imitando a un esclavo negro. Él cantaba una canción, 'I Turn About and Wheel About', cada noche componiendo nuevas estrofas para esta, captando la atención del público y haciéndose un gran renombre".
El personaje iba vestido con harapos, un sombrero dañado y zapatos rotos. Rice pintaba de negro su cara y sus manos para interpretar a un ágil e irreverente esclavo negro que cantaba "Turn about and wheel about, and do just so. And every time I turn about I Jump Jim Crow".

## Carrera
Para 1832, Rice hizo con el personaje de Jim Crow su acto principal. Rice iba de un teatro a otro, bailando y cantando su canción sobre Jim Crow. Llegó a ser conocido como "Jim Crow Rice". Hubo otros actores de blackface antes de Rice, así como muchos otros después. Pero fue "Daddy Rice" quien quedó indeleblemente asociado con un solo personaje y acto.
La mayor proeminencia de Rice llegó en la década de 1830, antes del auge de los espectáculos blackface minstrel, cuando los actos de blackface eran usualmente parte de un espectáculo de variedades o como un intermedio en alguna obra.
Durante sus años de máxima popularidad, desde alrededor de 1832 hasta 1844, Rice se encontraba frecuentemente con teatros llenos y espectadores que exigían numerosas repeticiones. En 1836 él popularizó los actos de blackface entre los espectadores británicos, cuando se presentó en Londres, aunque él y su personaje ya eran conocidos gracias a su reputación por lo menos desde 1833.
Rice no solamente actuó en más de 100 obras teatrales, sino que también creó sus propias obras, con ligeras variantes del personaje de Jim Crow - tales como Cuff en Oh, Hush! (1833), Ginger Blue en Virginia Mummy (1835) y  Bone Squash en Bone Squash Diavolo (1835). Poco después de su primer éxito en Londres con Oh, Hush!, Rice protagonizó una producción de mayor prestigio, una obra en tres actos en el Teatro Adelphi de la misma ciudad. Además, Rice escribió y protagonizó la obra Otello (1844), así como interpretó al protagonista de La cabaña del Tío Tom. A partir de 1854, él actuó en uno de los más importantes (y uno de los menos abolicionistas) "espectáculos Tom", ligeramente basados en la novela de Harriet Beecher Stowe (Lott, 1993, 211).
"The Virginny Cupids" era un intermedio operístico y uno de los más populares de la época. Estaba centrado en la canción "Coal Black Rose", que antecedió al intermedio. En éste, Rice interpretaba a Cuff, jefe de los lustrabotas, que se quedaba con Rose, la chica del dandi negro Sambo Johnson, un ex lustrabotas que se enriqueció al ganar la lotería (Lott, 1993, 133).
Según Broadbent, "T. D. Rice, el famoso comediante negro, interpretó "Jump Jim Crow" con sutiles alusiones locales" en el Amfiteatro Real Ducrow (hoy Royal Court Theatre) de Liverpool, Inglaterra.

## Leyes Jim Crow
Al menos en sus inicios, el blackface también podía servir como portavoz de aquellas ideas prohibidas por la sociedad. En una fecha tan temprana como 1832, Rice cantaba "An' I caution all white dandies not to come in my way, / For if dey insult me, dey'll in de gutter lay". A veces también equiparaba al público blanco de clase baja con el público negro de clase baja; mientras parodiaba a Shakespeare, Rice cantaba "Aldough I'm a black man, de white is call'd my broder."
Pero mientras los espectáculos minstrel ganaban una amplia aceptación internacional, las cualidades más subversivas del blackface fueron reducidas o eliminadas a favor de ridiculizar a los negros como incultos, ladrones y perezosos. El nombre del famoso personaje de Rice finalmente prestó su nombre a una negativa visión estereotípica y generalizada de los negros. Los espectáculos minstrel tuvieron su apogeo en la década de 1850 y después de la muerte de Rice en 1860, el interés en estos se fue perdiendo gradualmente. Sin embargo, todavía eran recordados en la década de 1870, cuando empezaron a surgir en Estados Unidos las Leyes Jim Crow de segregación racial. El período de las leyes Jim Crow, que empezó con las leyes, reglas y costumbres de segregación al término del período de la Reconstrucción en la década de 1870, continuó hasta mediados de la década de 1960 cuando la lucha por los derechos civiles en Estados Unidos ganó atención a nivel nacional.

## Vida personal y muerte
Durante una de sus temporadas teatrales en Inglaterra, Rice se casó con Charlotte Bridgett Gladstone en 1837. Ella murió en 1847 y ninguno de sus hijos sobrevivió a la infancia.
Rice disfrutaba exhibiendo su riqueza y a su regreso de Londres, vistió una chaqueta azul con guineas de oro como botones y un chaleco donde cada botón de oro tenía engastado un diamante.
A partir de 1840 Rice padeció un tipo de parálisis que empezó a limitar su habla y movimientos, para finalmente causarle la muerte el 19 de septiembre de 1860. Está enterrado en el Cementerio Green-Wood en Brooklyn, Nueva York, en lo que hoy es una tumba sin lápida. Un artículo sobre él publicado en el New York Times sugiere que su muerte tuvo relación con el alcohol, afirmando que a pesar de haber amasado una considerable fortuna en su época, pasó sus últimos años en un bar y su entierro fue pagado por suscripción pública.

## En la cultura popular
En la segunda mitad del siglo XIX, una estatua de madera que representaba a Rice interpretando su personaje de 'Jim Crow' estuvo situada en diversos lugares de Nueva York, inclusive fuera del Chatham Garden Theatre. Estaba pintada y compuesta por cuatro piezas, con ambos brazos y la pierna derecha atornillados al torso. Antes de 1871, había estado situada en Broadway fuera de 'un conocido local de actores y empresarios'. Según un artículo publicado en el New York Times, aparentemente había sido tallada en 1833 por el propio Rice, aunque otra crónica publicada en el mismo diario dice que había sido tallada por un famoso tallador de mascarones de proa apellidado Weeden y otro artículo la atribuye a 'Charley' Dodge, el antiguo empleador de Rice. Rice la empleó por mucho tiempo como artículo publicitario y lo acompañó en su exitosa temporada en Londres.